# Live in Moscow (album d'Uriah Heep)
Albums de Uriah Heep
Live in Europe 1979
(1986) Raging Silence
(1989)
Singles
1. Easy Livin' / Corina / Gypsy
Sortie : 1988

Live in Moscow est un album enregistré en public par le groupe de rock anglais Uriah Heep sorti en juillet 1988 sur le label anglais Legacy Records.

## Historique
Cet album fut enregistré pendant la série de dix concerts que le groupe donna du 7 au 16 décembre 1987 à Moscou. Ces concerts eurent lieu dans la salle qui fut édifiée pour les Jeux olympiques d'été de 1980 la Olimpiisky Indoor Arena et réunirent plus de 180 000 spectateurs en dix shows.
Après la réalisation d'Equator, leur 16e album studio, Uriah Heep enregistra le départ de Peter Goalby et John Sinclair et dû se mettre à la recherche de nouveaux membres. Le groupe mis en place des auditions et rapidement engagea l'Anglais Phil Lanzon (ex - Grand Prix) aux claviers et le Canadien Bernie Shaw (ex - Grand Prix, Praying Mantis) au chant.
En 1987, le groupe à nouveau au complet commença immédiatement à tourner et après avoir effectué une tournée européenne termina l'année par une série de concerts derrière le Rideau de fer. Les effets de la Perestroika et de la Glasnost instituées par Mikhaïl Gorbatchev ouvrirent la porte aux groupes de rock dans l'ex-URSS et Uriah Heep en fut le précurseur. Seuls des artists comme Cliff Richard ou Elton John avaient pu s'y produire.
Il est à noter que cet album comprend trois titres inédits : Corina, Mister Majestic (une composition de Phil Lanzon sur laquelle il assure le chant) et Pacific Highway.
En 1998, l'album fut réédité par Castle Communications avec trois titres enregistrés pendant les shows de Moscou en 1987 : Gypsy (qui est aussi la face B du single Easy Livin' / Corina), Rockarama et Heartache City.

## Liste des titres
| No  | Titre                     | Auteur                                                      | Durée |
| --- | ------------------------- | ----------------------------------------------------------- | ----- |
| 1.  | Bird of Prey              | Mick Box, David Byron, Paul Newton                          | 4:32  |
| 2.  | Stealin'                  | Ken Hensley                                                 | 5:26  |
| 3.  | Too Scared to Run         | Box, Bob Daisley, Peter Goalby, Lee Kerslake, John Sinclair | 4:00  |
| 4.  | Corina                    | Box, Phil Lanzon, Bernie Shaw                               | 3:58  |
| 5.  | Mister Majestic           | Lanzon                                                      | 5:45  |
| 6.  | The Wizard                | Hensley, Mark Clark                                         | 4:52  |
| 7.  | July Morning              | Byron, Hensley                                              | 8:54  |
| 8.  | Easy Livin'               | Hensley                                                     | 2:52  |
| 9.  | That's the Way That It Is | Paul Bliss                                                  | 3:44  |
| 10. | Pacific Highway           | Lanzon, Shaw                                                | 4:53  |

| 11. | Gypsy          | Box, Byron                                     | 7:49  |
| 12. | Rockarama      | Box, Trevor Bolder, Goalby, Kerslake, Sinclair | 10:19 |
| 13. | Heartache City | Box, Bolder, Goalby, Kerslake, Sinclair        | 5:16  |

## Musiciens
- Mick Box : guitare, chœurs
- Lee Kerslake : batterie, percussions, chœurs
- Trevor Bolder : basse, chœurs
- Bernie Shaw : chant
- Phil Lanzon : claviers, chœurs